# Renau
Renau – gmina w Hiszpanii, w prowincji Tarragona, w Katalonii, o powierzchni 8,41 km². W 2011 roku gmina liczyła 137 mieszkańców.